# Velvet Goldmine (David Bowie)
Velvet Goldmine is een nummer van de Britse muzikant David Bowie, bedoeld voor zijn album The Rise and Fall of Ziggy Stardust and the Spiders from Mars uit 1972. Het nummer kwam echter pas in 1975 uit op de B-kant van de heruitgave van "Space Oddity".

## Achtergrond
Het nummer was oorspronkelijk bedoeld om te verschijnen op het album Ziggy Stardust, maar werd uiteindelijk vervangen door "Starman" nadat Bowie's platenmaatschappij hem vertelde dat het album een "hitsingle" nodig had. De oorspronkelijke titel van het nummer was "He's a Goldmine". Het nummer zou goed passen bij de andere nummers op Ziggy Stardust. Voordat het nummer werd geschrapt van het album, zei Bowie in een radio-interview dat hij dacht dat het "een heerlijk ding" en "erg David Bowie" was. Oorspronkelijk werd gedacht dat het nummer een beschrijving was van Bowie die met een andere man zoent, maar in 1990 verklaarde hij dat hij in de derde persoon schreef en Ziggy Stardust, de hoofdpersoon van het album, aanbidt: "Je hebt geweldige benen, je hebt een geweldig hoofd, je hebt ringen om je vingers en je haar is rood".
Er wordt aangenomen dat het nummer niet op het album verscheen omdat het voor die tijd suggestieve en provocerende teksten zou bevatten. Bowie herschreef hierop het nummer, maar het werd nog steeds als te riskant beschouwd om in 1972 uitgebracht te worden. Hetzelfde lot beviel "Sweet Head", wat ook seksuele teksten bevat en werd vervangen door een cover van "It Ain't Easy".
Het nummer verscheen, samen met "Changes" op de B-kant van de heruitgave van "Space Oddity", dat in het Verenigd Koninkrijk de eerste nummer 1-hit werd voor Bowie. Hij woonde op dat moment in Los Angeles en zei later over de uitgave van het nummer: "Dit hele ding kwam uit zonder dat ik een kans had om naar de mix te luisteren. Iemand anders had het gemixt - een buitengewone stap".
Ondanks dat het nummer alleen uitkwam als een B-kant, is het erg populair onder fans en komt het voor op een aantal compilatiealbums. De structuur en akkoorden aan het eind van het nummer werden later gebruikt voor Bowie's nummer "Revolutionary Song" uit de film Just a Gigolo, waarin hij ook een rol speelde.
De titel van het nummer inspireerde de film Velvet Goldmine uit 1998, maar Bowie weigerde de makers toestemming te geven om het nummer in de film te gebruiken nadat hij het script las en zich realiseerde dat het eigenlijk een parodie was van zijn karakter Ziggy Stardust.

## Muzikanten
- David Bowie: lead- en achtergrondzang, akoestische gitaar
- Mick Ronson: elektrische gitaar, piano, achtergrondzang
- Trevor Bolder: basgitaar
- Mick "Woody" Woodmansey: drums